# Hein van Aken

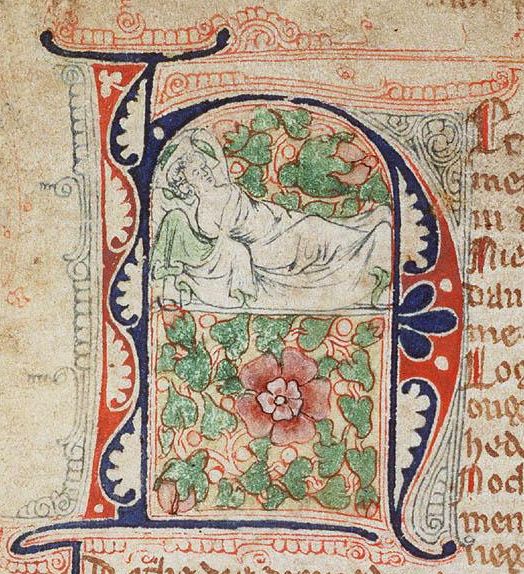
Hein van Aken śniący na róży (fragment manuskryptu z I poł. XIV w.)

Hein van Aken lub Hendrik van Aken (ur. w Brukseli, zm. przed 1330) – brabancki poeta, tłumacz i duchowny katolicki uznawany za epigona Jacoba van Maerlanta.
Był proboszczem w Kobeek-Loo koło Leuven. Jako pierwszy w Niderlandach przetłumaczył z języka francuskiego Opowieść o Róży Wilhelma z Lorris i Jana z Meun, w której dokonał usunięcia antykościelnych wypowiedzi z cz. II oraz skrócenia dłuższych fragmentów.

## Wybrane dzieła
Opracowano na podstawie źródłowego:
- ok. 1280: Spiegel der Minnen (pol. Zwierciadło miłości);
- wyd. 1976: Die Rose (pol. Róża);
- ok. 1290; wyd. 1958: Tweede Rose (pol. Druga róża);
- wyd. 1950: Van den coninc Saladijn ende van Hughen van Tabaryen (pol. O królu Saladynie i Hugonie z Tabarii) – adaptacja francuskiego L’ordene de chevalerie;

Akenowi przypisuje się również autorstwo następujących utworów:
- wyd. 1858: Vierde Martijn (pol. Czwarty Marcin)
- przed 1318: Roman van Heinric en Margariete van Limborch (pol. Opowieść o Henryku i Małgorzacie z Limburgii)
- wyd. 1893: Rinclusa – kontynuacja adaptacji Li miserere Jahrhunderta von Reclusa de Mollensa dokonanej przez Gillesa van Molhema.